# V (이승열의 음반)
《V》는 대한민국의 음악인 이승열의 네 번째 정규 솔로음반이다.

## 음반 정보
음반 부클릿은 피와 고기, 살을 기본으로 구성하였고, 1~6번 트랙은 2012년 11월 7일, 13일, 14일, 15일에, 7번과 8번은 2013년 1월 진행한 라이브 방식으로 녹음되었고, 9번 10번 트랙의 90퍼센트는 이승열이 집에서 녹음했다. 9번 트랙은 장필순이 참여하였는데, 제주에서 녹음한 보컬 음원을 전달 받아 믹스에 반영했다.

## 곡 소개
이는 개별 곡에 대한 정보로, 이승열 본인이 직접 밝혔다.
- minotaur: 앨범 가운데에서 가장 먼저 쓴 곡이다. ”satin camel"과 “we're dying"과 더불어 한 달 안에 다 썼으니 놀라울 정도로 빨리 썼다고 할 수 있다. 베트남의 Le Hoai Phuong이 단보우로, 모로코의 Omar Sbitar가 프랑스어 내레이션으로 참여했다. 프헝과의 인연은 차를 타고 가다가 라디오의 한 클래식 방송 프로그램에서 우연히 연주를 듣고 만나서 합주를 하면서 시작되었다. 그리고 이 음악에선 중간의 미디 컨트롤러로 전환한 기타 연주와 함께 중요한 축이 되었다. Omar의 경우, 인트로에서 낭독을 하고 싶다고 해서 당시 내가 인상 깊게 읽고 있었던 <이방인>(알베르 까뮈 지음)의 한 구절을 프랑스어로 읽어 달라고 부탁했다. 제목은 맨 나중에 결정했다. 데모 버전을 한 친구에게 들려줬더니 터너Turner의 폭풍 그림이 연상된다고 했다. 그 말이 마음에 들었다. 내친김에 구글링을 해서 보다가 찾은 그의 [미노타우르스 호의 난파, The Shipwreck of the Minotaur]라는 작품에서 착안하게 되었다. 신화 속의 미노타우르스는 어머니의 수간을 통해 태어난 괴물로 사람을 잡아먹고 살았다. 그런 속성이 ‘추잡하다’라는 가사와 상통하는 것 같았다. 동시에, 그는 부모의 죄로 나면서부터 동굴에 갇혀 살았던 비극적인 존재이다. 내가 ‘추잡하다’라고 썼을 땐 혐오 못지않게 연민과 절망의 감정도 있었다. 그런 양가적인 면을 미노타우르스가 갖고 있다고 보았다.

- we are dying: 데모시절 제목이 "danbau"였을만큼 처음부터 단보우를 염두에 두고 만든 곡이다. 처음 프헝의 단보우 연주를 들었을 때, 그 에너지가 매우 록rock적으로 다가왔다. 그런 에너지를 내 음악 안에서 구현해보고 싶었다.

- who?: 두 개의 버전 중 cafe Veloso에서 녹음한 것이다. 앞서 말한 공간의 차이가 소리를 어떻게 만들어내느냐를 극명하게 보여준다.

- 개가 되고:“minotaur"와 함께 오마르가 보컬 임프로비제이션에 참여한 곡이다. 여기선 아랍어로 참여했는데 ‘알아들을 수 없는 기도문’처럼 들려서 좋다. 그 덕에 음악 색깔이 한쪽으로 치우치지 않고, 단보우와 좋은 긴장감을 유지하면서 적당하게 ‘저쪽’으로 가준 것 같다. 내 개인적으론 녹음하면서 가장 재미있게 한 곡이다. 스튜디오에서 했다면 아마 채택되지 않았을지도 모른다. 그만큼 구애받는 것 없이 자유롭게 했다.

- satin camel: 이곡이 만들어진 과정은 사실 나로서도 설명하기가 쉽지 않다. 인트로의 기타 진행과 내 노래는 부조리하기 짝이 없다. 사막과 바다가 한꺼번에 등장하는 제목부터가 부조리하다. 상충되는 아이디어들이었지만 나로선 지극히 자연스럽게 떠올랐다. 멤버들과 합주를 해 나가면서 보완해 나갔다.

- fear: 피아노로 곡을 쓰는 걸 개인적으로 무척 좋아한다. 기타로 시도한 걸 피아노로 옮기는 과정을 즐기는데 이 곡은 애초 건반으로 출발했다. 원하는 보이싱에 맞게 코드를 진행한 후 멜로디를 붙여 나갔다.

- who?: Veloso에서 녹음한 후 보컬 면에서 다른 걸 시도해보고 싶은 생각이 들었다. 노래를 좀 더 부각시킨 ‘친절한’ 버전을 만들어보자는 생각에 Fluxus 스튜디오에서 재녹음했다. 풀밴드, 원테이크 녹음에 가공적 효과를 배제한 건 여전하되, 노래만 새롭게 불렀다.

- secretly: [why we fail]의 “솔직히”의 영어버전이다. 한국어로 가사를 옮기면서 낮아진 키를 원래대로 높여서 불렀다. 스튜디오 레코딩에서 제거되기 마련인 ‘흠’까지도 들려주고 싶었다. 내가 생각하기엔 장점이라고 생각하는데 일반적으로 흠으로 여겨지는 것들도. 해상도가 낮은 화면으로 볼 때의 거칠지만 편안한 분위기.

- bluey: 4. 5년 전에 쓴 음악이다. 나로선 부록 개념으로 이 앨범에 끌어들였다. 음악을 시작한 계기가 블루스를 듣고 연습을 하면서였다. 내 나름대로는 언젠가 블루스의 개념에 충실한 앨범을 내고자 하는 꿈이 있었고 앞으로도 있다. 블루스도 내 음악의 한 지분이라는 걸 보여주고 싶다. 나의 블루스 연작의 첫 출발이 한대수와 함께 한 “그들의 블루스”이다. 두 번째가 이 곡이다. 제목도 그래서 blues의 blue를 넣었다. 한대수 다음으로 여성 뮤지션이랑 하고 싶었다. 그러다 20대 때 좋아했던 장필순을 떠올리고 부탁했다. 듀엣 작업은 원격으로 이루어졌다. 연주와 내 보컬이 들어간 음원을 온라인으로 보냈고, 장필순은 제주도에서 작업해 다시 보내오는 식이었다. 사전에 내 쪽에서 어떤 요구도 하지 않았다. 그도 어떤 질문이나 요청 없이 보컬을 입혀 보내왔다. 결과는 아주 마음에 든다.

- cynic: 처음 완성했을 땐 내 나름대로는 다음 번 앨범을 예고하는 음악이라고 생각했다. 지금은 그냥 열린 엔딩쯤으로 생각하고 있다. 기타 사운드의 튜닝 사운드가 특이한지 주변에서 벤조냐, 만돌린이냐, 심지어 시타르냐고 반응한 것이 재미있었다.

## 수록곡
- 전체 작사·작곡·편곡: 이승열

| #            | 제목                                                | 재생 시간 |
| ------------ | --------------------------------------------------- | --------- |
| 1.           | 〈minotaur〉                                        | 7:56      |
| 2.           | 〈we are dying〉                                    | 5:58      |
| 3.           | 〈who?〉 (veloso live)                              | 9:27      |
| 4.           | 〈개가 되고〉                                       | 5:30      |
| 5.           | 〈satin camel〉 (바다였던)                          | 4:58      |
| 6.           | 〈fear〉 (don't let it get the best of you darling) | 4:10      |
| 7.           | 〈who?〉 (fluxus studio live)                       | 9:53      |
| 8.           | 〈secretly〉 (wouldn't you like to know...)         | 4:33      |
| 9.           | 〈bluey〉 (feat. 장필순)                            | 5:06      |
| 10.          | 〈cynic〉                                           | 4:24      |
| 총 재생 시간 | 총 재생 시간                                        | 57:45     |

## 참여
이 목록은 해당 앨범의 부클릿에서 발췌하였다.
- 이승열 - 프로듀서, 보컬, 일렉트릭 기타(1, 2, 4, 8~10), 어쿠스틱 기타(3, 5, 7, 10), abeton live fx(1~6, 10), 피아노(6), 베이스 기타(10), 드럼 프로그래밍(9, 10), 녹음(9, 10), 사진

세션
- 이경남 - 베이스 기타(1~9)
- 신동훈 - 드럼, Roland pad(1~8)
- 윤상익 - 전기 기타(1~8)
- Le Hoai Phuong - Đàn báu(단보우, 1~7)
- Omar Sbitar - 프랑스어 나레이션, 즉흥 보컬, 코러스(1, 3, 4), Jew's Harp(4)

스태프
- 민상용(Veloso) - 공동 프로듀서/믹싱/녹음(1~6)
- 심진보, 신홍재, 박선혁(FLUXUS 스튜디오) - 녹음(7~10)
- 김현진, 이대은, 최남진 - 녹음 엔지니어
- 심진보(FLUXUS 스튜디오) - 믹싱(7~10)
- Andy 'Hippy' Baldwin(Metropolis) - 마스터링
- 신원규, 윤은희, 최영미 - A&R
- 이승엽, 신민진, 박선민 - 마케팅, 홍보
- 류호원, 강민규, 김성환, 서승현, 라종민, 박태원 - 아티스트 매니지먼트, 홍보
- 박준석, 임영아, 조영은 - FLUXUS 스탭
- 손재익 - 아트 디렉터
- 황산우 - 디자인
- Hyunsoo Léo Kim, 이영석 - 사진
- 김병찬 - 이그제큐티브 프로듀서